# Кріс Гані
Кріс Гані (коса Chris Hani, уроджений Мартін Тембісіле Гані; 28 червня 1942, Кофімваба, Транскей  – 10 квітня 1993, Боксбург, Гаутенг) — колишній лідер Південно-Африканської комуністичної партії та керівник штабу Умконто ве сизве, збройного крила Африканського національного конгресу (АНК). Затятий противник уряду апартеїду, вбитий Янушем Валюсем, польським іммігрантом і прихильником консервативної опозиції, під час заворушень, які передували переходу до демократії.

## Ранні роки
Тембісіле Гані народився 28 червня 1942 року у селі Хоса у Кофімваба, Транскей. Його батько Гілберт Гані був шахтарським профспілковим працівником і політичним активістом, який емігрував у 1962 році та повернувся до Південної Африки у 1991 році. Його мати Мері Гані була простою людиною, яка ніколи не навчалася у школі. Тембісіле був п'ятим із шести дітей. Він навчався у школі Лавдейла у 1957 році, у якій екстерном закінчити останні два класи. Він двічі навчався екстерном. У 12 років, почувши пояснення свого батька про апартеїд й Африканський національний конгрес, хотів приєднатися до АНК, але був ще надто малим для вступу. У школі Лавдейл 15-річний Гані приєднався до Молодіжної ліги АНК, хоча політична діяльність була заборонена у школах для темношкірих під час апартеїду. Він спонукав інших студентів приєднатися до АНК.
У 1959 році в Університеті Форт-Гейр в Алісі, Гані вивчав англійську, латинську мови, а також сучасну та класичну літератури. Він не займався ніяким видом спорту, сказавши: «Я б краще боровся з апартеїдом, ніж займався спортом». Гані в інтерв'ю під час Кампанії Вінкі згадав, що він закінчив Університет Родса.

## Політична та військова кар'єра
У 15 років він приєднався до Молодіжної ліги АНК. Студентом брав активну участь у протестах проти Закону про освіту банту. Працював клерком у юридичній фірмі. Після закінчення навчання він приєднався до Умконто ве сизве, збройного крила АНК. Після його арешту згідно з Законом про придушення комунізму він емігрував у Лесото у 1963 році. Через причетність Гані до Умконто ве сизве південноафриканський уряд змусив його переховуватися, тоді ж він змінив своє ім'я на Кріс.
Він пройшов військовий вишкіл у СРСР і брав участь у кампаніях у Визвольній війні Зімбабве, яку також називають Війна у родезійському буші. Це спільні операції Умконто ве сизве (МК) та Народно-революційної армії Зімбабве наприкінці 1960-х років. Операція загону Лутулі зміцнила репутацію Гані як солдата чорної армії, яка виступила проти апартеїду та його союзників. Його роль як бійця з перших днів вигнання МК (після арешту Нельсона Мандели й інших внутрішніх лідерів МК у Рівонії) була важливою частиною шаленої лояльності, якою Гані користувався у деяких колах пізніше як заступник командира МК (Джо Модіз був головним командиром). У 1969 році разом із шістьма іншими він підписав «Меморандум Гані», який різко критикував лідерство Джо Модіза, Мозеса Котане й інших товаришів у керівництві.
У Лесото організовував партизанські дії МК у ПАР. До 1982 року широковідомий Гані став об'єктом замахів, що змусило його переїхати до штаб-квартири АНК у Лусаці, Замбія. Як голова Умконто ве сизве він відповідав за придушення заколоту дисидентів-антикомуністичних членів АНК у таборах, але заперечував будь-яку причетність до зловживань, включаючи тортури та вбивства. Багато робітниць МК, як-от Діпуо Мвеласе, обожнювали Кріса Гані за те, що він захищав права жінок і піклувався про їхній добробут у військових таборах.
Попрацювавши таємним організатором у Південній Африці у середині 1970-х років, він назавжди повернувся до Південної Африки після скасування заборони АНК у 1990 році та 8 грудня 1991 року обійняв посаду голови Південно-Африканської комуністичної партії, замінивши Джо Слово. Він підтримав призупинення збройної боротьби АНК на користь переговорів.

## Вбивство
Кріса Гані вбили 10 квітня 1993 року біля свого будинку у Доун-Парку, расово змішаному передмісті Боксбурга. До нього підійшов польський ультраправий іммігрант-антикомуніст Януш Валусь і застрелив, коли він виходив зі свого автомобіля. Вбивця втік з місця злочину, але незабаром його заарештували. У цьому допомоги Маргарета Гармсе, біла домогосподарка африканера, яка побачила Валуся відразу після злочину, коли проїжджала повз і викликала поліцію. Сусід Гані також став свідком злочину і пізніше впізнав Валуся й автомобіль, яким він керував у той час. Високопоставлений депутат від Консервативної партії Південної Африки та тіньовий міністр економіки Клайв Дербі-Льюїс, який позичив Валюсю свій пістолет, також заарештували як співучасника. Консервативна партія Південної Африки відкололася від урядущої Національної партії через опозицію до реформ П. В. Боти. Після виборів 1989 року це була друга за силою партія у Палаті зборів після Національної партії та виступала проти скасування апартеїду Ф. В. де Клерком.

Історично це вбивство розглядається як переломний момент. Потім виникла серйозна напруженість із побоюваннями, що у країні спалахне насильство. Нельсон Мандела звернувся до нації із закликом до спокою у промові, яка вважається президентською, хоча на той час він ще не був президентом країни:
Сьогодні я звертаюся до кожного південноафриканця, чорного та білого, із самої глибини свого єства. Біла людина, сповнена забобонів і ненависті, прийшла у нашу країну та здійснила такий мерзенний вчинок, що вся наша нація тепер балансує на межі катастрофи. Біла жінка африканського походження ризикувала своїм життям, щоб ми могли впізнати та притягнути до відповідальності вбивцю. Холоднокровне вбивство Кріса Гані викликало шок по всій країні й у всьому світі. Настав час для всіх південноафриканців об'єднатися проти тих, хто з будь-якого боку хоче знищити те, за що Кріс Гані віддав своє життя - свободу всіх нас.
Після вбивства почалися заворушення обидві сторони переговорного процесу невдовзі погодилися на демократичні вибори 27 квітня 1994 року, трохи більше ніж за рік після смерті Гані.

### Засудження вбивць і слухання про амністію
У жовтні 1993 року Януша Валуся та Клайав Дербі-Льюїса визнали винними у вбивстві та засудили до смертної кари. Дружину Дербі-Льюїса Гей виправдали. Вироки обох чоловіків замінили довічним ув'язненням після скасування смертної кари згідно з рішенням Конституційного суду у 1995 році.
Вбивці Гані постали перед Комісією правди та примирення, заявивши про політичну мотивацію своїх злочинів і подали клопотання про застосування амністії на підставі того, що вони діяли за наказом Консервативної партії. Родину Гані представляв адвокат, борець з апартеїдом Джордж Бізос. Після підтвердження комісією, що вбивці не діяли згідно з наказами, клопотання відхилили. Після діагностування термінальної стадії раку легенів Дербі-Льюїс здійснив кілька невдалих спроб отримати умовно-дострокове звільнення за медичними показаннями у травні 2015 року. Він помер через 18 місяців, 3 листопада 2016 року.
10 березня 2016 року Верховний суд Північного Гаутенга Південної Африки постановив умовно-достроково звільнити Валуся під заставу. Департамент юстиції та виправних служб подав апеляцію на це рішення до Верховного апеляційного суду у Блумфонтейні. Міністерство внутрішніх справ повідомило, що Валуся можуть позбавити південноафриканського громадянства. 18 серпня 2017 року Верховний апеляційний суд у Блумфонтейні скасував умовно-дострокове звільнення Валуся. До жовтня 2019 року Валусь перебував у в'язниці, попри заяви його адвоката про повну реабілітацію. 16 березня 2020 року міністр юстиції Рональд Ламола знову відмовив Валусю в умовно-достроковому звільненні. 7 грудня 2022 року міністр юстиції Рональдом Ламола умовно-достроково звільнив Валуся при дотримуванні сурових умов.

### Теорії змови навколо вбивства
Вбивство Гані викликало численні теорії змови про причетність ззовні. Проте в остаточному звіті Комісії правди та примирення зазначено, що «не вдалося знайти жодних доказів того, що визнані винними у вбивстві Кріса Гані двоє вбивць, отримували накази від міжнародних груп, сил безпеки чи вищих правих ешелонів».

## Вплив
Гані як харизматичний лідер мав значну підтримку серед радикальної молоді, яка виступала проти апартеїду. На момент смерті він був найпопулярнішим лідером АНК після Нельсона Мандели. Після легалізації АНК підтримка Гані переговорного процесу з урядом апартеїду мала вирішальне значення для утримання бойовиків.

## Відзнаки
У 1993 році французький філософ Жак Дерріда присвятив Гані книгу «Привиди Маркса» (1993).
- Зірка Південної Африки (золота) (посмертно)
- Зірка за відвагу (срібна) (посмертно)
- Зірка помітного лідерства (посмертно)
- Відзнака «За заслуги» (золота) (посмертно)
- Медаль «За заслуги» (срібна) (посмертно)
- Медаль «За службу» (золота) (посмертно)
- Медаль «За службу» (срібна) (посмертно)
- Медаль «За службу» (бронзова) (посмертно)

У 1997 році лікарня одна з найбільших лікарень у світі Baragwanath перейменували на його честь. У вересні 2004 року Гані посів 20 місце у рейтингу 100 найвидатніших південноафриканців.
Через кілька днів після його вбивства рок-гурт «Dave Matthews Band» (вокаліст і гітарист якої Дейв Меттьюз родом з Південної Африки) створили пісню «#36», яка відсилається до розстрілу Гані.
Коротку оперу «Гані» композитор Бонгані Ндодана-Брін з лібрето кінопродюсера Мфунді Вундла написав на замовлення Опери Кейптауна та Університетом Кейптауна. Прем'єра відбулася у театрі Бакстера 21 листопада 2010 року.
Окружний муніципалітет у Східнокапській провінції отримав назву окружний муніципалітет Кріса Гані. До цього району відносяться Квінстаун, Кофімваба та Леді Фрер. Місцевий муніципалітет Тембісіле Гані у Мпумаланзі також має його ім'я.
У 2009 році, після продовження центральної лінії приміського сполучення Кейптауна, нову кінцеву станцію, яка обслуговує східні райони Гаєлітші, названа на честь Кріса Гані.